# Alenia Aeronautica
Alenia Aeronautica is een Italiaans bedrijf actief in de luchtvaart- en defensiesector. Het is een bedrijfsonderdeel van Leonardo.

## Geschiedenis
Alenia werd in 1990 opgericht met het samengaan van Finmeccanica's divisies Aeritalia en Selenia. Het bedrijf werd meteen betrokken in het Europese Eurofighter Typhoon-project. In 2002 werd het Alenia Aeronautica onafhankelijk van Finmeccanica. Sinds 2005 werkt Alenia Aeronautica ook mee aan de Dassault nEUROn. Verder is het bedrijf ook betrokken bij de F-35 Joint Strike Fighter, de Panavia Tornado, de Airbus A380 en de Boeing 787.

## Divisies
- Alenia North America
- Alenia Hellas
- Alenia Composite
- Quadrics
- Alenia SIA
- Alenia Aermacchi
- Alenia Aeronavali